# De goede ruil
De goede ruil is een sprookje, opgetekend door de gebroeders Grimm in hun Kinder- und Hausmärchen onder volgnummer KHM7. De originele naam van het sprookje is Der gute Handel.

## Het verhaal
Een boer verkoopt zijn koe voor zeven daalders op de markt. Op de terugweg hoort hij kikkers ‘ak, ak, ak’ roepen en denkt dat ze “acht” zeggen. Hij telt zijn zeven daalders uit, telkens dertig stuivers op één daalder. De kikkers zeggen nog altijd ‘ak’ en hij gooit het geld dan in de vijver zodat ze zelf kunnen tellen. Hij blijft wachten op zijn geld, maar krijgt dit niet terug. Hij gaat naar huis en heeft een slecht humeur, later koopt hij weer een koe. Hij slacht haar en wil het vlees verkopen, hij berekent dat hij hiervoor twee koeien kan kopen en dan heeft hij zelfs de huid nog over. Hij rijdt met het vlees naar de stad en bij de stadspoort rennen hem hazewindhonden tegemoet. De honden blaffen ‘wat, wat, wat’ en de boer denkt dat ze wat hebben willen, hij vraagt één hond op het vlees te passen, geeft het aan hem en zegt dat hij over drie dagen zijn geld wil hebben. Hij hoort de honden blaffen als hij terugrijdt, maar vertrouwt erop dat die ene hond op zijn vlees zal passen en dit niet opgegeten wordt.

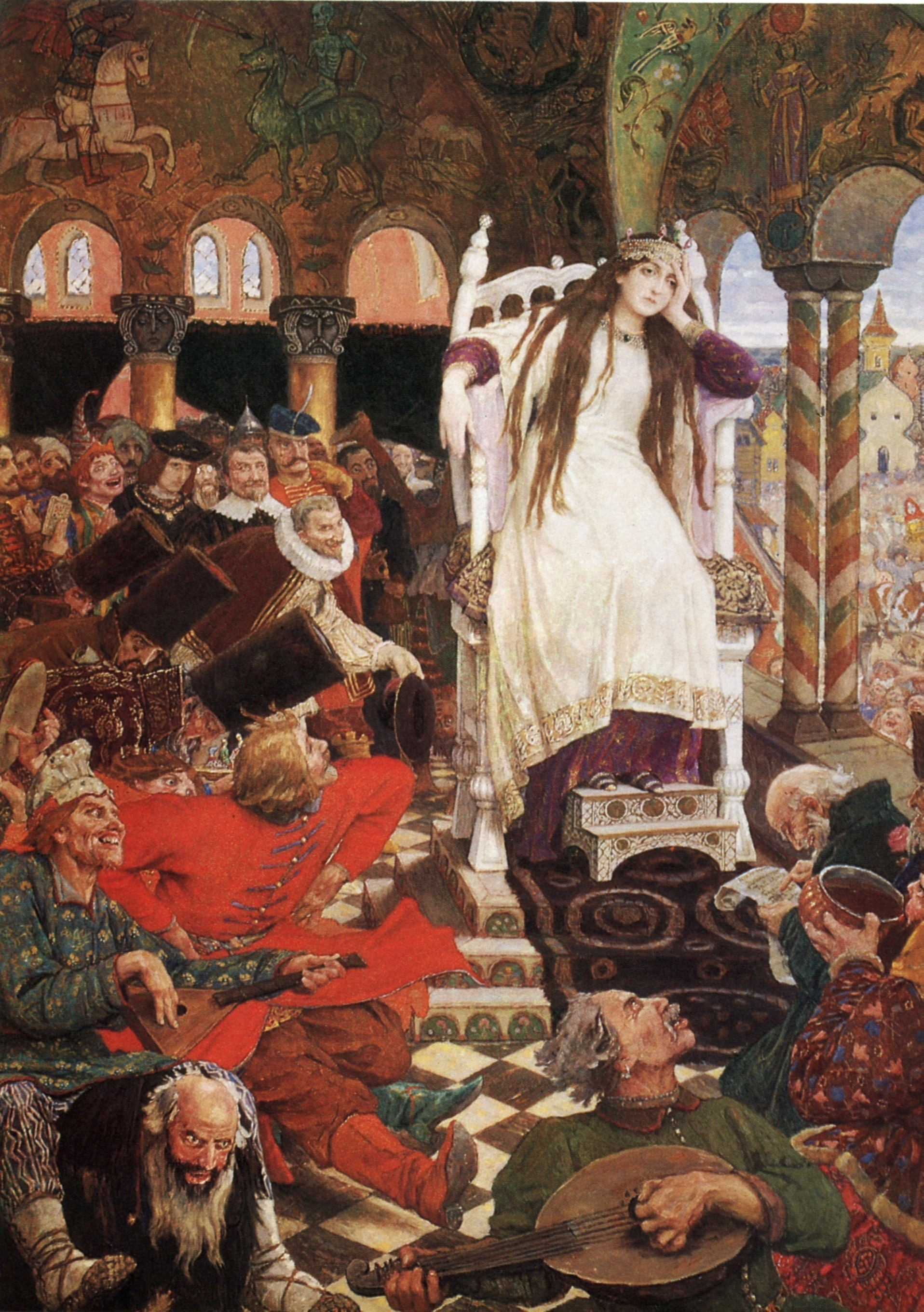
Een prinses die niet kan lachen komt in vele landen voor, hier een afbeelding uit het Vasnetsov Herdenkingsmuseum in Moskou

Drie dagen later verwacht de boer zijn geld, maar niemand komt om hem te betalen. Je kunt ook niemand meer vertrouwen, beseft de man en hij gaat naar de slager om zijn geld te eisen. De slager wordt kwaad en pakt een bezemsteel, hij jaagt de boer zijn zaak uit. De boer gaat naar het paleis en vertelt de koning, die daar met zijn dochter zit, wat er gebeurd is. Hij vertelt dat de kikkers en de honden hem alles hebben afgepakt en de slager heeft hem met de stok betaald. De koningsdochter begint te lachen en de koning geeft haar als vrouw cadeau, ze heeft namelijk nog nooit van haar leven gelachen. De man wil de koningsdochter echter niet hebben, hij heeft thuis al een vrouw en één is meer dan genoeg. De koning is verbaasd over deze onbeleefdheid en wil dat de boer over drie dagen terugkomt, hij zal dan vijfhonderd uitbetaald krijgen.
De schildwacht vraagt wat de boer gekregen heeft als beloning voor het feit dat hij de koningsdochter aan het lachen heeft gekregen. De boer vertelt dat hij er vijfhonderd voor zal krijgen, en de schildwacht vraagt of hij een deel kan krijgen. De boer belooft hem tweehonderd die de schildwacht over drie dagen kan ontvangen van de koning, waarna een jood op hem afkomt die het gesprek met de schildwacht gehoord heeft. De jood wil de beloning van de boer wel omwisselen voor pasmunt, want wat moet een boer nu met harde daalders. De boer wil dit wel en wil alvast zijn munten, de jood kan zijn beloning over drie dagen halen bij de koning. De jood geeft slechte munten aan de boer, drie waren even veel waard als twee goede. De boer gaat na drie dagen naar de koning, waar hij zijn jas moet uittrekken om de vijfhonderd te ontvangen.
De boer vertelt dat de beloning niet langer van hem is, hij vertelt hoe hij zijn beloning heeft weggegeven. De soldaat en de jood komen ook bij de koning, ze vragen het deel wat ze de boer afhandig hebben gemaakt. De schildwacht draagt zijn beloning geduldig, hij was al wat gewend inmiddels. De jood jammert als hij zijn driehonderd klappen krijgt en vraagt zich af of dit harde daalders zijn. De koning moet om de boer lachen en zijn kwaadheid verdwijnt, hij laat de boer naar zijn schatkamer gaan. De boer mag zoveel geld halen als hij zelf wil en vult zijn zakken, daarna gaat hij naar de herberg om zijn geld te tellen. De jood sluipt hem na en hoort de boer zich afvragen of hij wel genoeg heeft gepakt. Hij had gewild dat de koning hem iets had gegeven, want hoe moet hij nu weten of dit de juiste hoeveelheid is.
De jood geeft dit oneerbiedig taalgebruik aan bij de koning en de woedende koning laat de zondige boer ophalen door de jood. De boer laat eerst een nieuwe jas maken voordat hij naar de koning gaat, iemand met zoveel geld kan toch niet in oude vodden op komen dagen. De jood is bang dat de woede van de koning bedaart met de tijd, en leent de boer een mooie jas als teken van vriendschap. De koning wijst de boer op zijn woorden, maar de boer zegt dat de jood altijd liegt en zelfs zal zeggen dat hij nu zijn jas draagt. De jood roept uit of de jas soms niet van hem is, heeft hij hem dan niet uit pure vriendschap uitgeleend? De koning beseft dat hij of de boer is bedrogen door de jood, en laat de jood in harde daalders uitbetalen. De boer gaat naar huis met een mooie jas, de zakken zijn gevuld met goed geld en hij beseft dat hij deze keer geluk heeft gehad.

## Achtergronden

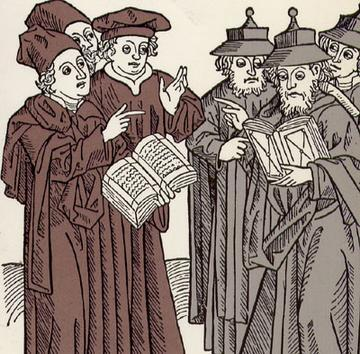
Christenen en Joden in Duitsland. De Joden (rechts) dragen de voor Joden verplichte Jodenhoed (15e eeuw).

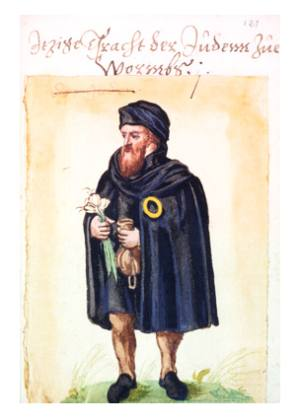
Joodse man in Worms met het voor Joden verplichte gele teken op zijn mantel. Hij draagt een zak met geld en knoflookstrengen - symbolen die vaak gebruikt werden bij de afbeelding van Joden (16e eeuw).

- Het sprookje komt uit de omgeving van Paderborn.
- Het sprookje is sinds de tweede druk van de Duitse uitgave behouden gebleven. Het verdringt daarmee het sprookje De gestolen duit van plek 7 naar plaats KHM154.
- Dit soort humoristische vertellingen kwam in alle landen voor.
- De jood speelt een slechte rol, dit is tegenwoordig niet meer vanzelfsprekend.
- De jood was in de eerste versie een koopman.
- Een jood komt ook voor in De jood in de doornstruik (KHM110), ook hier speelt de jood een negatieve rol.
- In De heldere zon brengt het aan het licht (KHM115) wordt de jood wel in verband gebracht met geld, maar hier heeft hij verder geen negatieve rol.
- De prinses die niet kan lachen komt ook voor in De gouden gans (KHM64).
- In dierengeluiden de menselijke taal horen is een humoristische omdraaiing van de hoogstaande mens die de taal van de dieren kan begrijpen, zoals in De trouwe Johannes (KHM6), De witte slang (KHM17) en De drie talen (KHM33). Zie ook het Turkse sprookje Kikkererwtje.
- De beloning van vijfhonderd is geen geld, dit gaat om klappen (harde daalders). De schildwacht en de jood maken de boer deze beloning echter afhandig voordat hij ze ontvangen heeft. Ook de latere "beloning" harde daalders (nadat de jood de boer aangegeven heeft) is een straf. Enkel de boer heeft "goed geld" ontvangen en heeft zijn zakken hiermee mogen vullen.
- Sprookjes zijn erg symbolisch, er kunnen veel betekenissen aan gegeven worden.
- Vergelijk De ring van de koningsdochter uit Groningen.